# Partido Colorado (Paraguai)
O Partido Colorado (lit.: "Partido Vermelho"), oficialmente Associação Nacional Republicana - Partido Colorado (em espanhol: Asociación Nacional Republicana - Partido Colorado, ANR-PC), é um partido político paraguaio majoritariamente conservador, fundado em 1887 por Bernardino Caballero. Desde 1947, os colorados, como são chamados seus membros, têm sido dominantes na política paraguaia (governando como o único partido legal entre 1947 e 1962) e controlam a presidência desde 1948 (apesar de uma breve interrupção entre 2008 e 2013), além de terem maioria no Congresso e nos governos dos departamentos.
O partido possui caráter conservador e liberalista, mas chega a agremiar facções menores populistas de direita e stroessneristas e, em número reduzido, sociais-democratas. A sigla também conta com representantes pró-Taiwan e pró-Israel. Além de uma base eleitoral composta por setores empresariais e militares, o partido também mantém uma forte presença em áreas rurais, onde sua rede de clientelismo e patronagem continua a ser um fator importante de mobilização política.
Com 2,6 milhões de membros em 2022 (embora haja alegações de filiações falsas feitas pelo partido), é o maior partido político do país, geralmente governando sem a necessidade de coalizões.

## Visão geral da história
O Partido Colorado surgiu no contexto de um Paraguai pós-Guerra da Tríplice Aliança (1864-1870), conflito que afetou drasticamente a economia e a população do país. Nesse cenário, surgiram duas correntes políticas: os colorados, liderados por Bernardino Caballero e defensores do conservadorismo e do nacionalismo, e os liberais, defensores da modernização e uma abertura maior ao exterior.
Desde o início, o partido se posicionou como defensor dos interesses das elites rurais e dos militares, grupos que haviam se fortalecido após a guerra.
Depois de alternar no governo com o extinto Partido Liberal (1887-1947) no início do século XX, a partir de 1947, os colorados passaram a ter um domínio quase hegemônico sobre a política paraguaia depois de sua vitória na Guerra Civil do Paraguai.
O ápice desse domínio ocorreu durante o regime do general Alfredo Stroessner, que governou o país de 1954 a 1989. Durante o governo de Stroessner, o partido se tornou um instrumento autoritário de poder, com seus membros ocupando cargos em todos os níveis da administração pública e a lealdade à sigla sendo essencial para ascensão social e econômica. Apesar de certo desenvolvimento econômico, esse período foi marcado por perseguições políticas, torturas e execuções.
O regime de Stroessner chegou ao fim em 1989, com ele sendo deposto por um golpe liderado por seu genro, o general Andrés Rodríguez. Rodríguez, filiado ao partido, foi eleito presidente em eleições relativamente livres e supervisionou a promulgação de uma nova Constituição em 1992, que estabeleceu um sistema democrático pluripartidário.
Apesar das mudanças, o partido continuou a dominar a política paraguaia, vencendo as eleições presidenciais de 1993 e 1998. Contudo, enfrentou crises internas e divisões, especialmente após o assassinato do vice-presidente Luis María Argaña em 1999, um evento que ocasionou uma crise política conhecida como "Março Paraguaio".
O domínio de quase seis décadas do partido foi interrompido em 2008, quando o ex-bispo e então principal candidato da esquerda Fernando Lugo, venceu as eleições presidenciais. Entretanto, em 2013, o Partido Colorado retornou ao poder com a eleição de Horacio Cartes. Desde Cartes, outros dois colorados foram eleitos presidentes: Mario Abdo Benítez em 2018 e Santiago Peña em 2023.

## Resultados eleitorais

### Eleições presidenciais
Nota: De 1947 a 1962, o Partido Colorado foi o único partido legal. Eleições livres e justas só ocorreram em 1993.
| Data | Candidato(a)        | Votos     | %      | Resultado                    |
| ---- | ------------------- | --------- | ------ | ---------------------------- |
| 1953 | Federico Chávez     | 224.788   | 100%   | Eleito (único partido legal) |
| 1954 | Alfredo Stroessner  | 236.191   | 100%   | Eleito (único partido legal) |
| 1958 | Alfredo Stroessner  | 295.414   | 100%   | Eleito (único partido legal) |
| 1963 | Alfredo Stroessner  | 569.551   | 92,3%  | Eleito                       |
| 1968 | Alfredo Stroessner  | 465.535   | 71,6%  | Eleito                       |
| 1973 | Alfredo Stroessner  | 681.306   | 84.7%  | Eleito                       |
| 1978 | Alfredo Stroessner  | 905.461   | 90,8%  | Eleito                       |
| 1983 | Alfredo Stroessner  | 944.637   | 91,0%  | Eleito                       |
| 1988 | Alfredo Stroessner  | 1.187.738 | 89,6%  | Eleito                       |
| 1989 | Andrés Rodríguez    | 882.957   | 76,59% | Eleito                       |
| 1993 | Juan Carlos Wasmosy | 449.505   | 41,78% | Eleito                       |
| 1998 | Raúl Cubas Grau     | 887.196   | 55,35% | Eleito                       |
| 2003 | Nicanor Duarte      | 574.232   | 38,30% | Eleito                       |
| 2008 | Blanca Ovelar       | 573.995   | 31,75% | Não eleita                   |
| 2013 | Horacio Cartes      | 1.104.169 | 48,48% | Eleito                       |
| 2018 | Mario Abdo Benítez  | 1.206.067 | 48,96% | Eleito                       |
| 2023 | Santiago Peña       | 1.292.079 | 43,94% | Eleito                       |

### Eleições para vice-presidente
| Data | Candidato(a) | Votos   | %     | Resultado  |
| ---- | ------------ | ------- | ----- | ---------- |
| 2000 | Félix Argaña | 587.498 | 48,8% | Não eleito |

### Eleições para Câmara dos Deputados
Nota: De 1947 a 1962, o Partido Colorado foi o único partido legal. Eleições livres e justas só ocorreram em 1993.
| Data | Votos     | %      | Assentos | +/–     |
| ---- | --------- | ------ | -------- | ------- |
| 1960 |           |        | 60 / 60  | 60      |
| 1963 | 569.551   | 92,3%  | 40 / 60  | 20      |
| 1968 | 465.535   | 71,6%  | 40 / 60  | Estável |
| 1973 | 681.306   | 84,7%  | 40 / 60  | Estável |
| 1978 | 905.461   | 90,7%  | 40 / 60  | Estável |
| 1983 | 944.637   | 91,0%  | 40 / 60  | Estável |
| 1988 | 1.187.738 | 89,6%  | 40 / 60  | Estável |
| 1989 | 845.820   | 74,5%  | 40 / 72  | Estável |
| 1993 | 488.342   | 43,4%  | 38 / 80  | 2       |
| 1998 | 857.473   | 53,8%  | 45 / 80  | 7       |
| 2003 | 520.761   | 35,3%  | 37 / 80  | 8       |
| 2008 | 582.932   | 32,96% | 30 / 80  | 7       |
| 2013 | 919.625   | 40,99% | 44 / 80  | 14      |
| 2018 | 927.183   | 39,10% | 42 / 80  | 2       |
| 2023 | 1.345.730 | 47,43% | 48 / 80  | 6       |

### Eleições para o Senado
Nota: eleições livres e justas só ocorreram em 1993.
| Data | Votos     | %      | Assentos | +/–     |
| ---- | --------- | ------ | -------- | ------- |
| 1968 |           |        | 20 / 30  | 20      |
| 1973 | 681.306   | 84,7%  | 20 / 30  | Estável |
| 1978 |           |        | 20 / 30  | Estável |
| 1983 |           |        | 20 / 30  | Estável |
| 1988 |           |        | 20 / 30  | Estável |
| 1993 | 498.586   | 44,0%  | 20 / 45  | Estável |
| 1998 | 813.287   | 51,7%  | 24 / 45  | 4       |
| 2003 | 508.506   | 34,4%  | 16 / 45  | 8       |
| 2008 | 509.907   | 29,07% | 15 / 45  | 1       |
| 2013 | 865.206   | 38,50% | 19 / 45  | 4       |
| 2018 | 766.841   | 32,52% | 17 / 45  | 2       |
| 2023 | 1.317.463 | 45.72% | 23 / 45  | 6       |